# Hyphilaria nicia
Espèce

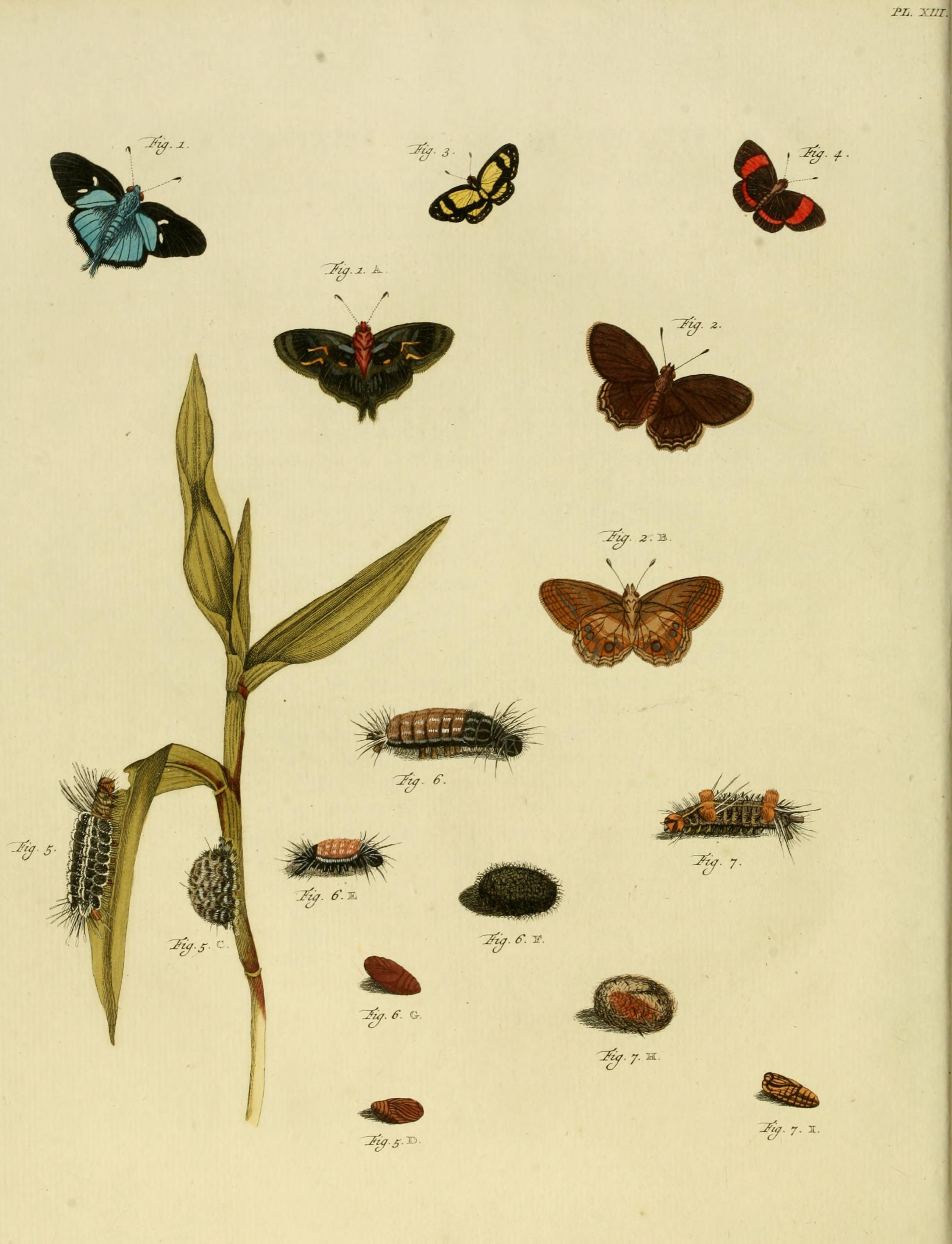
Planche 13 figure 3: Hyphilaria nicia Hübner, [1819], voir Funet. Dans NHM, Index Global des noms de Lépidoptères en tant que Hyphilaria nicias Stoll, 1791.

Hyphilaria nicia est un insecte lépidoptère appartenant à la famille  des Riodinidae et au genre Hyphilaria.

## Dénomination
Hyphilaria nicia a été décrit par Jacob Hübner en 1819.
Synonyme : Papilio nicias Stoll, [1790]; Erycina nicon Godart, [1824].

## Description
Hyphilaria nicia est un petit papillon blanc (d'une envergure d'environ 23 mm) avec une bordure marron au bord costal des ailes antérieures et une bordure plus large marquée de traits blancs au bord externe des ailes antérieures et des ailes postérieures. Une ligne marron rejoint aux antérieures le bord costal à l'angle externe, aux postérieures les extrémités de la bordure marron déterminant sur chaque aile deux plages blanches.
Le revers est identique.

## Écologie et distribution
Hyphilaria nicia est présent en Guyane, en Guyana, au Surinam et en Bolivie.

### Protection
Pas de statut de protection particulier.